# استرجاع الحرارة المستنفدة

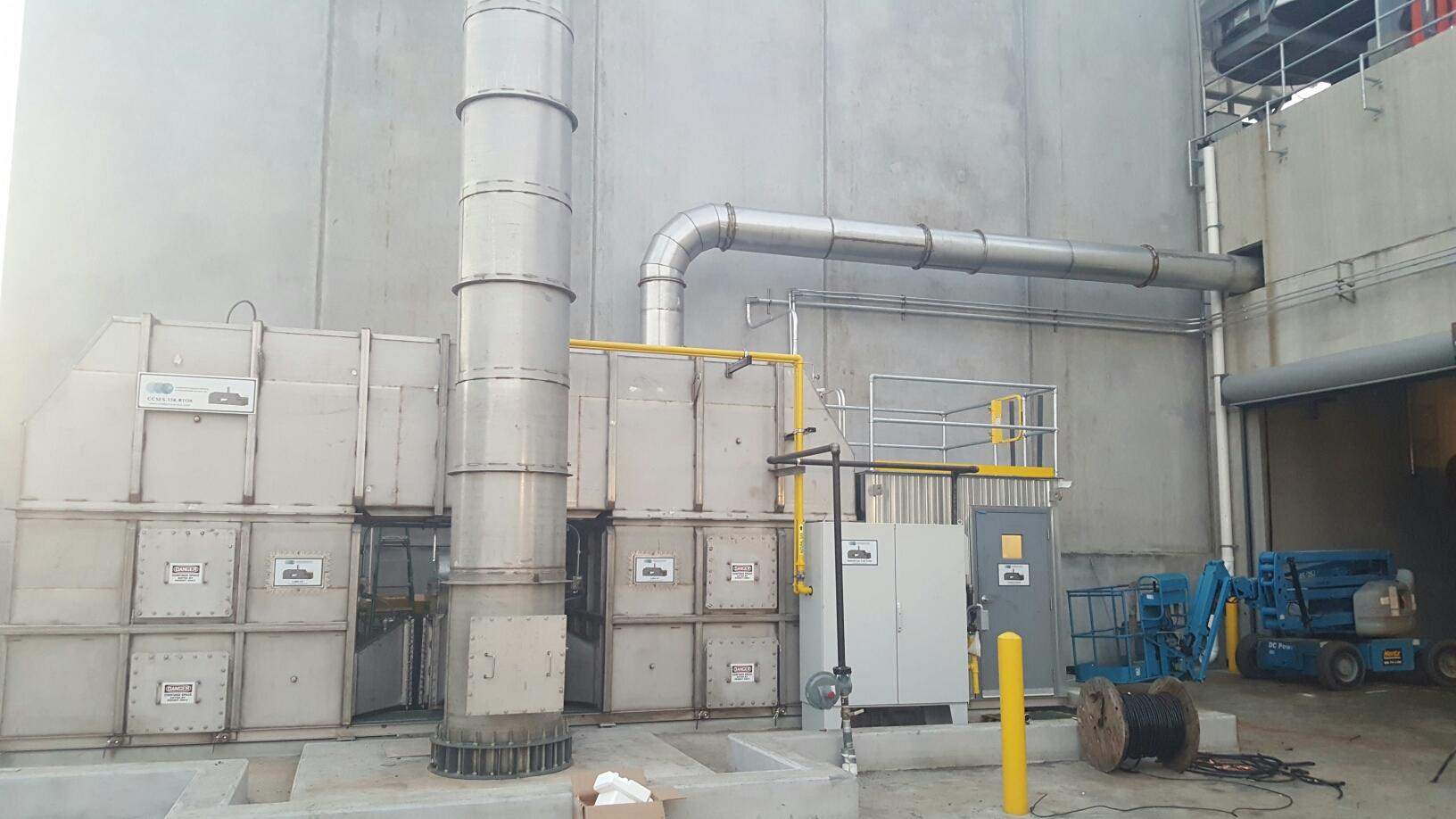

وحدة استرجاع الحرارة المستنفدة (WHRU) هي جهاز مبادل حراري لاسترجاع الطاقة يسترجع الحرارة من المجاري الساخنة التي قد تضم قدرًا عاليًا من الطاقة مثل غاز المداخن الساخن المنبعث من مولدات الديزل أو البخار الصادر عن برج تبريد أو حتى مياه الصرف الناتجة عن مختلف عمليات التبريد مثل تبريد الصلب.

## فكرة العمل

### وحدات استرجاع الحرارة
يمكن استعمال الحرارة المستنفدة التي يحملها الغاز العادم الصادر عن مختلف العمليات أو حتى الصادر من مسار العادم في وحدة تكييف في التسخين المسبق للغاز الوارد. وهذه إحدى الطرق الأساسية لاسترجاع الحرارة المستنفدة. وتعتمد العديد من مصانع صناعة الفولاذ على هذه العملية كأسلوب اقتصادي لزيادة إنتاج المصنع مع استعمال وقود أقل.

وهناك العديد من وحدات الاسترجاع التجارية لنقل الطاقة من حيز الوسط الساخن إلى حيز أقل حرارة. ومن هذه الوحدات:
1. أجهزة الاسترجاع: يُطلق هذا الاسم على أنواع مختلفة من المبادلات الحرارية التي تمر خلالها غازات العادم، وتتكون من أنابيب معدنية تحمل الغاز الوارد ومن ثَمّ تقوم بتسخين الغاز قبل دخوله للعملية. وتعتبر العجلة الحرارية نموذجًا لهذه الأجهزة وفكرة عملها هي فكرة وحدات تكييف الهواء بالطاقة الشمسية.
2. مجددات التوليد: وهي وحدة صناعية تعيد استعمال نفس التيار بعد المعالجة. وفي هذا الشكل من أشكال استرجاع الحرارة يُعاد توليد الحرارة واستعمالها في المعالجة.
3. المبادل الحراري الأنبوبي: وتعد الأنابيب الحرارية من بين أفضل الموصّلات الحرارية، فقدرتها على نقل الحرارة تفوق النحاس مئات المرات. ويشتهر استخدام الأنابيب الحرارية أساسًا في تقنيات الطاقة المتجددة حيث تُستعمل في أنابيب تجميع الطاقة الشمسية المفرغة. وتُستخدم الأنابيب الحرارية بصورة رئيسية في تسخين الأماكن أو العمليات أو تسخين الهواء، حيث تنتقل الحرارة المفقودة من عملية ما إلى الأوساط المحيطة نتيجة آلية الانتقال الخاصة بها.
4. العجلة الحرارية أو مبادل الحرارة الدوار: يتكون من مادة ممتصة للحرارة مصفوفة على شكل خلايا دائرية حيث تدور ببطء داخل مسارات الهواء الوارد والعادم في نظام لمناولة الهواء.
5. الموفّر: في حالة العمليات التي تعتمد على المراجل تمر الحرارة المفقودة من خلال الغاز العادم عبر جهاز استرجاع يحمل السائل الوارد للمرجل ومن ثَمّ يقلل من الطاقة الحرارية التي سيستهلكها السائل الوارد.
6. المضخات الحرارية: تستعمل سائلًا عضويًا يغلي عند درجة حرارة منخفضة يما يعني أن الطاقة يمكن إعادة توليدها من العوادم السائلة.
7. الملف الدوار: يتكون من ملفين أو أكثر من الملفات الأنبوبية الدقيقة متعددة الصفوف والمتصلة ببعضها بعضًا بواسطة دائرة أنابيب توصيل بالضخ.

### تحويل الحرارة إلى الطاقة
طبقًا للتقرير الذي أعدته Energetics Incorporated لصالح وزارة الطاقة في نوفمبر 2004 بعنوان Technology Roadmap والعديد من التقارير الأخرى التي أعدتها المفوضية الأوروبية؛ فإن غالبية إنتاج الطاقة من المصادر التقليدية والمتجددة تتعرض للضياع في الجو نتيجة الفقد الذي يحدث بمواقع الإنتاج (لعدم كفاءة المعدات والخسائر الناتجة عن استنفاد الحرارة) وخارج مواقع التشغيل (الفقد في الكابلات والمحولات) ويبلغ مجموع هذا الفقد 66% من قيمة الكهرباء.
يمكن الحصول على الحرارة المستنفدة ذات الدرجات المختلفة في المنتجات النهائية لبعض العمليات أو كناتج ثانوي في الصناعة كما في خبث المعادن في صناعة الصلب. ويطلق على الوحدة أو الجهاز الذي يسترجع الحرارة المستنفدة ويحولها إلى كهرباء وحدة استرجاع الحرارة المستنفدة أو وحدة تحويل الحرارة إلى طاقة. وهذه الوحدات تستخدم على سبيل المثال دائرة رانكين العضوية مع استخدام سائل عضوي سائلاً للتشغيل. ويتميز السائل بنقطة غليان منخفضة مقارنة بالماء لتسمح له بالغليان عند درجات الحرارة المنخفضة متحولاً لغاز جاف يستطيع أن يحرك ريشة تربينة ومن ثَمّ المولد. وقد يُطلق اسم وحدة استرجاع الحرارة المستنفدة على الوحدات التي تستخدم تأثير سيبك حيث تقوم بتحويل التغير في الحرارة بين شريحتين مباشرة إلى تيار مباشر محدود (تأثيرات سيبك، وبلتييه، وطومسون) والتي يمكن تضخيمها لإنتاج طاقة كهربائية قابلة للاستخدام.
وتختلف وحدة استرجاع الحرارة المستنفدة عن المولد البخاري الذي يعمل باسترجاع الحرارة (غلاية استرجاع الحرارة) في إن الوسط الحراري لا يغيّر المرحلة.

## الاستخدامات
- الحرارة المستنفدة المنخفضة (0-120 درجة مئوية) يمكن استعمالها لإنتاج الوقود الحيوي من خلال مزارع الطحالب أو يمكن استعمالها في الدفيئة الزجاجية [4] أو يمكن استعمالها أيضًا في المناطق التي تطبق نموذج إيكولوجية الحديقة الصناعية.[5]
- الحرارة المستنفدة المتوسطة (120-650 °C) والعالية (>650 °C) يمكن استعمالها في توليد الكهرباء أو في العمل الميكانيكي من خلال عمليات التقاط الحرارة.
- يمكن استعمال نظام استرجاع الحرارة المستنفدة أيضًا في تلبية احتياجات التبريد بالمقطورات (على سبيل المثال). وتعتبر عملية التهيئة سهلة؛ حيث لا يتطلب الأمر سوى مرجل لاسترجاع الحرارة المستنفدة ومبرد امتصاص. كما لا يحتاج الأمر إلا للتعامل مع مستويات منخفضة من الضغط والحرارة.

## مزايا وعيوب استرجاع الحرارة المستنفدة
المزايا:
لهذه الأنظمة العديد من المنافع المباشرة وغير المباشرة.
- المنافع المباشرة: تضيف عملية الاسترجاع إلى كفاءة العملية ومن ثَمّ تقلل من تكلفة استهلاك الوقود والطاقة اللازمين للعملية.[6]
- المنافع غير المباشرة:[7]

1. انخفاض التلوث: سيقل التلوث الحراري وتلوث الهواء بدرجة كبيرة لانخفاض مقدار غاز المداخن ذي درجة الحرارة المرتفعة المنبعث من المصنع لأن غالبية الطاقة يُعاد تدويرها.
2. تقليل المعدات: مع انخفاض استهلاك الوقود ستقل معدات التحكم في مناولة الوقود وتأمينه. كما ستنتفي الحاجة لمعدات ترشيح الغاز ذات الأحجام الكبيرة.
3. تقليل الاستهلاك الثانوي للطاقة: فتقليل حجم المعدات يعني تقليلًا آخر في الطاقة التي تغذي الأنظمة مثل المضخات والمرشحات والمراوح وغير ذلك.

العيوب:
- تكلفة رأس المال: رأس المال المطلوب لتنفيذ نظام استرجاع الحرارة المستنفدة ربما يفوق المنفعة المكتسبة من الحرارة المسترجعة. ومن الضروري أن يتم تحديد تكلفة الحرارة التي تُعوض.
- جودة الحرارة: غالبًا ما تكون الحرارة المستنفدة ذات جودة منخفضة (من حيث درجتها). وقد يصعب استعمال الحرارة ذات الجودة المنخفضة الموجودة في وسط الحرارة المستنفدة بصورة فعّالة. المبادلات الحرارية التي تسترجع كميات كبيرة من الحرارة ذات حجم كبير عادةً مما يؤدي لزيادة تكلفة رأس المال.

## مثال
خلال الأعوام الماضية قدمت الشركات العديد من المنتجات لاسترجاع الحرارة المستنفدة. إلا أن شركة Cyclone Power Technologies قدمت مفهومًا جديدًا يعتمد على محركات الاحتراق الخارجي لاسترجاع الحرارة المستنفدة.